# Великая Липа
Великая Липа (бел. Вялікая Ліпа) — деревня в Несвижском районе Минской области Беларуси. Входит в состав Липского сельсовета. Население 239 человек (2009).

## География
Великая Липа находятся в 7 км к северо-востоку от посёлка Снов и в 12 км к северо-западу от центра города Несвиж. Деревня почти непосредственно примыкает с востока к центру сельсовета, агрогородку Высокая Липа, а с юга к Великой Липе примыкает небольшая деревня Бояры.
Через деревню проходит автодорога Несвиж — Снов — Барановичи. Ближайшая ж/д станция Липа находится в 5 км к северо-западу от деревни (линия Минск — Брест).

### Гидрография
Местность принадлежит бассейну Немана, по южной окраине деревни течёт река Сновка, приток Уши. 

## История
В XVI веке на месте современных поселений Высокая и Великая Липа находился целый ряд шляхетский владений, которые были постепенно скуплены Радзивиллами.

В 1558 году поместье и двор Липа даны в залог, а потом подарены Николаем Глебовичем Николаю Радзивиллу «Сиротке», который в 1560 и 1579 годах выкупил последние остававшиеся земли в округе у местных помещиков. Таким образом к 1579 году Радзивиллы стали единственными хозяевами земель вокруг Липы. Однако в первой половине XVII века на окружающих землях осели представители рода Обуховичей. С этого момента на протяжении нескольких веков имение Великая Липа принадлежало Обуховичам, в то время как село Липа принадлежала Радзивиллам. Обуховичи с XVIII по начало XX века строили и развивали в Великой Липе дворянскую усадьбу. В середине XVII века владельцем имения был Филипп Казимир Обухович, оставивший ценные дневники по истории Речи Посполитой, а затем его сын Михаил Леон Обухович.
В XVIII веке село Липа входило в состав Новогрудского повета, принадлежало Радзивиллам. В 1773 года в Липе выстроена униатская Свято-Покровская церковь, открыта церковно-приходская школа.
В 1793 году в результате второго раздела Речи Посполитой Липа вошла в состав Российской империи. Покровская церковь была передана православным.
В 1858 году поместье Липа, принадлежавшее Обуховичам, обладало 1400 десятинами земли, в 1830 году основана винодельня, имелись две водяные и ветряная мельница. В 1909 году в селе было 109 дворов и 698 жителей; в имении — 75 жителей.
В результате Рижского мирного договора 1921 года Великая Липа вошла в состав межвоенной Польши, где была в составе Несвижского повета Новогрудского воеводства. С сентября 1939 года в БССР, с 12 декабря 1940 года является центром сельсовета.
В 2001 году в селе было 156 дворов, 409 жителей.

## Инфраструктура
Клуб, библиотека, магазин, конюшня, конеферма, животноводческие фермы и комплексы, гараж, мастерская, тракторный парк, зернохранилище.

## Достопримечательность
- Усадьба: въездные ворота со конюшнями, амбар, ул. Садовая, 2Б (инв. № 621/С-1029021), ул. Садовая, 2Г (инв. № 621/С-1029022) —  Историко-культурная ценность Республики Беларусь, шифр 613г000486.

Усадебный дом Обуховичей не сохранился. Из сохранившихся построек — брама-конюшня, флигель, амбар, хозпостройки. Здание брамы-конюшни, совмещающее в себе въездные ворота (браму) и конюшню в боковых флигелях по обеим сторонам ворот, является единственным строением такого рода в Белоруссии.
- Покровская церковь (1773 год)
- Руины кладбищенской часовни-усыпальницы